# Дорошовцы
Дорошовцы́ (укр. Дорошівці) — село в Окнянской сельской общине Черновицкого района Черновицкой области Украины.
До 2020 года входило в Заставновский район.
Население по переписи 2001 года составляло 1534 человека. Почтовый индекс — 59423. Телефонный код — 3737. Код КОАТУУ — 7321584401.